# Tautvydas Šležas
Tautvydas Šležas (Kaunas, 31 de marzo de 1990) es un exbaloncestista lituano. Con una altura oficial de 2,06 metros, se desenvuelve en la posición de pívot.

## Carrera deportiva
Ha sido internacional sub-16, 18, 19 y 20 con su país.
Ha pasado por varios equipos de Lituania (Lietuvos Rytas, Perlas Vilnius, Dzukija Alytus,..) llegando a disputar la Eurocup en la 2012/13 con el Rudipis Prienu. Junto con Motiejunas, Slezas es uno de los interiores más prometedores de la generación del 90 de su país.
En 2014 jugó en del Furnstenfeld Panthers de la A Bundesliga de Austria donde acreditó 11 puntos, 9,3 rebotes y 2,4 asistencias por partido.
En 2015 debuta en el básquet español de la mano del Cáceres Patrimonio de la Humanidad de LEB Oro, en el que promedia 7,8 puntos, 8,3 rebotes y casi 2 asistencias por encuentro. Sus actuaciones, y en particular sus excepcionales dotes como pasador pese a tratarse de un pívot, no pasaron desapercibidas para clubes de superior categoría, y así en febrero de 2016 abandona el club cacereño para firmar por el Bilbao Basket de Liga ACB que con su fichaje cubría la baja de Mirza Begic. Su participación en el club vasco resultó escasa, disputando ocho partidos de liga regular y dos de Copa del Rey con aportación poco significativa.
La temporada 2016/17 regresa a LEB Oro para formar parte del GBC Detelco, club con el que logra el ascenso a ACB contribuyendo a ello con unas medias de 7 puntos y 6,5 rebotes por encuentro. En 2017/18 ficha por el Palma Air Europa, reduciendo ligeramente sus promedios hasta los 5,6 puntos y 4,9 rebotes y no siendo renovado al finalizar la temporada.
En 2020/21 firma con el Club Basquet Sant Antoni de Liga EBA, con el que logra el ascenso a LEB Plata. Renueva una temporada más y en 2021/22 logra promedios de 6.1 puntos y 5.8 rebotes.

## Trayectoria
- Bremena-KTU (2006–2008)
- Lietuvos Rytas (2008–2009)
- BC Perlas (2009-2011)
- CB Juventus (2011-2012)
- BC Prienai (2013)
- BC Dzūkija (2013–2014)
- BSC Raiffeisen Panthers Fürstenfeld (2014-2015)
- Cáceres Ciudad del Baloncesto (2015-2016)
- Bilbao Basket (2016)
- San Sebastián Gipuzkoa Basket Club (2016-2017)
- Iberostar Palma (2017-18)
- Tartu Rock (2018-2019)
- Club Basquet Sant Antoni (2020-)